# 日本アニメ・マンガ専門学校
日本アニメ・マンガ専門学校（にほんアニメ・マンガせんもんがっこう、英: Japan Animation & Manga college）は、新潟県新潟市中央区にある専門学校。学校法人国際総合学園（NSGグループ）が運営。略称はJAM（ジャム）。

## 概要
2000年4月、新潟県で最初にできたアニメ・マンガの専門学校でアニメ・マンガ・イラスト・ゲーム・デザイン・3DCGの学科がある。
テレビアニメ『シンデレラボーイ』の開発に協力した。

## アクセス
- 「古町」停留所 徒歩約2分[1]

## 沿革
- 2000年（平成12年） - 学校法人新潟総合学院の教育施設として、マンガ家・ アニメーター・イラストレーター・キャラクターデザイナーなどの育成を目的に設立。
- 2003年（平成15年） - 現在の校舎に移転。
- 2019年（平成31年） - 3Dアニメゲームクリエイター科を新設。設置者を学校法人国際総合学園へ変更。

## 設置課程
- マンガクリエイト科（2年制）
  - マンガコース
  - マンガアシスタントコース
  - Webマンガコース
- コミックイラスト科（2年制）
  - イラストコース
  - コミックアートコース
  - デザインコース
- キャラクターデザイン科（2年制）
  - キャラクターイラストコース
  - ゲームキャラクターコース
  - Vチューバーデザインコース
  - デジタル背景コース
- アニメーター科（2年制）
  - アニメ作画コース
  - アニメ仕上げコース
  - アニメ制作進行コース
  - アニメ撮影編集コース
- ゲームグラフィック科（3年制）
  - キャラクターイラストコース
  - ゲームキャラクターコース
  - Vチューバーデザインコース
  - デジタル背景コース
  - 3DCGクリエイターコース
  - Live2Dコース
- 3DCGアニメ・ゲーム科（3年制）
  - 3DCGアニメーターコース
  - 3DCGゲームキャラクターコース
  - CG映像制作コース
  - Vチューバーコース
  - フィギュアデザインコース
  - VRクリエイターコース
  - メタバースクリエイターコース
- マンガ・イラスト・キャラクター科（3年制）
  - マンガクリエイトコース
  - コミックイラストコース
  - キャラクターデザインコース
- トータルクリエーター科（4年制）
  - マンガクリエイト専攻
  - コミックイラスト専攻
  - キャラクターデザイン専攻
  - アニメーター専攻
  - マンガ・イラスト・キャラクター専攻
  - 3DCGアニメ・ゲーム専攻
  - ゲームグラフィック専攻
- 大学併修科（4年制）
  - プロフェッショナルコース
  - 視覚デザインコース
- デジタルイラスト科（1年制・通信）

### 過去に存在した学科
- 声優アクターズ科
- ゲームクリエイター科
- デジタルマンガ科
- マンガアンドイラスト科
- マンガ・イラストマスター科
- マンガ・イラスト総合学科（3年制）
- 3Dアニメゲームクリエイター科（3年制）
- ビジュアルデザイン専攻科（4年制）
- ビジュアルデザイン研究科（1年制）

## 実績

### 2019年度実績
- 在学中イラスト採用数 年間1000点以上（2019年度）
- 在学中イラストコンペ受賞数 年間138件以上（2019年度）
- アニメーター科・キャラクターデザイン科 希望就職内定率100％（2019年度）
- アニメ業界就職者数累計 305名以上
- 在校生・卒業生連載作品 累計143タイトル以上
- マンガ家デビュー者 累計123名以上
- マンガ誌新人賞受賞者 年間52作品以上（2019年度）
- アニメプロダクション 希望就職率 19年連続100％
- 開校以来20年連続マンガ家デビュー達成

## 著名な出身者
- カトウコトノ（漫画家。『将国のアルタイル』など）
- 小林裕和（漫画家。『戦国八咫烏』など）
- 佐藤夕子（漫画家。『ヤングガン・カルナバル』など）
- 夏海ケイ（漫画家。『 聖女の揺籃、毒女の柩 』など）
- HERO（漫画家。『堀さんと宮村くん』など）
- 水森暦（漫画家。『はじまりのにいな』など）
- みよしふるまち（漫画家。『東京ラストチカ』など）
- あずま京太郎（漫画家。『KING OF FIGHTERS A NEW BEGINNING』など）
- RAN（漫画家。『陸上防衛隊まおちゃん』など）